# Teinturier

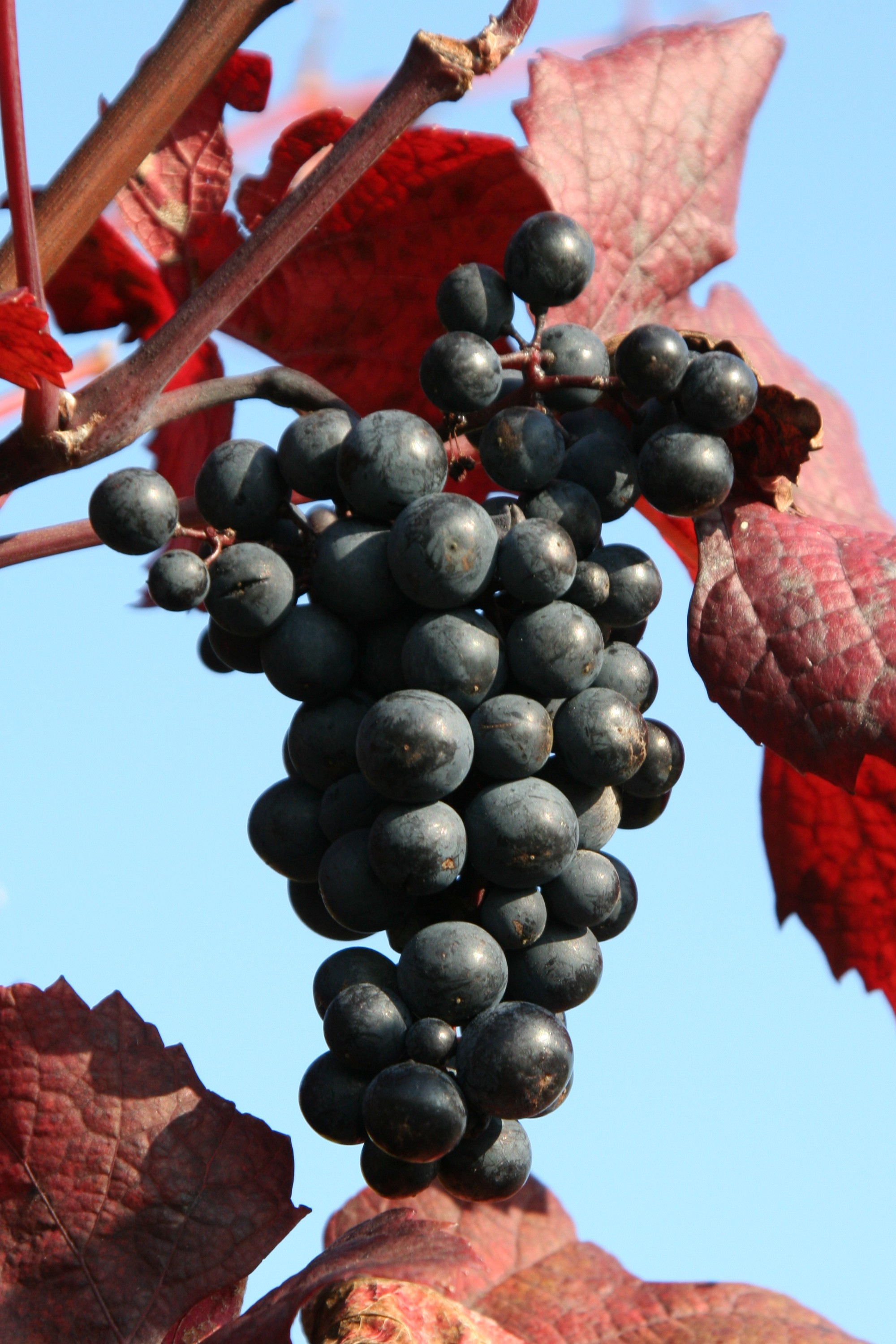
Uvas de una variedad teinturier: Kolor.

Teinturier (en francés significa tinte o mancha) es un término vinícola aplicado a algunas variedades de la Vitis vinifera, cuya pulpa y mosto poseen un fuerte color rojo, debido a la presencia de pigmentos naturales denominados antocianinas que se acumulan en el interior de la uva. Cabe mencionar que esta acumulación de antocianina no es común, ya que las vitis viníferas suelen tener los pigmentos en la piel. Los vinos elabrados (vino tinto) con estas uvas poseen un fuerte color rojo. En algunas ocasiones se mezclan con otras uvas con objeto de poder elaborar vinos tintos sin sacrificar el sabor.

## Variedades
Ejemplos de uvas teinturier son la Pinot (fin) teinturier, Alicante Bouschet (Garnacha tintorera), Saperavi y Dunkelfelder. También Gamay Fréaux, y la cepa Fumin ( del Valle de Aosta en Italia).